# Twistetal
Twistetal är en kommun i Landkreis Waldeck-Frankenberg i Regierungsbezirk Kassel i förbundslandet Hessen i Tyskland.
Kommunen bildades 31 december 1971 genom en sammanslagning av de tidigare kommunerna Berndorf, Elleringhausen, Mühlhausen, Niederwaroldern, Ober-Waroldern och Twiste. Gembeck uppgick i kommunen 1 januari 1974.